# Mainichi Eiga Concours
Mainichi Eiga Concours (毎日映画コンクール, Mainichi eiga konkūru, lit. "Competição de filmes Mainichi") são um conjunto de prêmios concedidos pelo jornal Mainichi Shinbun, em cooperação com a Sports Nippon. É o principal festival de cinema do Japão.
As origens da competição remontam a 1935, quando o Mainichi Shinbun organizou um festival então denominado Zen Nihon Eiga Konkūru (全日本映画コンクール).

## História
A cerimônia surgiu por volta de 1935, quando o jornal japonês Mainichi Shinbun organizou um festival de cinema chamado, na época, de Zen Nihon Eiga Konkūru (全日本映画コンク ー ル). Foi descontinuado durante a Segunda Guerra Mundial. A forma atual do Mainichi Eiga Concours surgiu oficialmente no ano de 1946.
Como a cerimônia é no início do ano, no mês de fevereiro, ela só prestigia os filmes lançados e distribuídos no ano anterior. Além do "Prêmio de Escolha do Leitor", todos os prêmios são decididos pela crítica especializada.

## Categorias
O "Prêmio Noburō Ōfuji", criado em 1961, foca nos trabalhos realizados por animadores. Ele reconhece o "mérito técnico e artístico". O nome é uma homenagem a Noburō Ōfuji, pioneiro da animação japonesa na década de 1950. Com a ascensão dos grandes estúdios de animação no final do século XX, este prêmio é destinado a honrar curtas ou médias-metragens, bem como obras com orçamento moderado.
O "Grande Prêmio de Animação", criado em 1989, está direcionado a filmes animados de grande orçamento. Esta distinção surgiu face ao aumento dos orçamentos concedidos a esses filmes, para não eliminar a animação independente, muitas vezes mais ousada.
O "Prêmio Kinuyo Tanaka", criado em 1985, em homenagem à atriz e a premiada cineasta do Japão, Kinuyo Tanaka, tem como objetivo premiar e reconhecer a excelência da carreira de uma atriz.
O "Prêmio de Escolha do Leitor", criado em 1976, premia um filme japonês e um filme estrangeiro, conforme as opiniões dos leitores do Mainichi Shimbun.
O "Grande Prêmio Sponichi para Novos Talentos", criado em 1983, é concedidos as melhores revelações do ano.
O "Prêmio Especial" é uma prêmio direcionado aos cineastas.
Existem muitas outras categorias:
- Melhor Filme
- Melhor Filme Estrangeiro (Best Foreign Film)
- Melhor Filme em Língua Estrangeira (Best Foreign Language Film)
- Filme Estrangeiro mais Popular (Most Popular Foreign Film)
- Melhor Diretor
- Melhor Ator
- Melhor Atriz
- Melhor Ator/Atriz Coadjuvante
- Melhor Roteirista
- Melhor Cinematografia
- Melhor Direção Artística
- Melhor Trilha Sonora